# Avantidrome
Das Avantidrome (seit 2022: Grassroots Trust Velodrome) ist ein Sportkomplex mit Radrennbahn in Cambridge auf der Nordinsel Neuseelands. Die Bahn ist neben dem ILT Velodrome in Invercargill eine von zwei Hallenradrennbahnen im Land.
Das Avantidrome wurde ab 2010 geplant und im Laufe des Jahres 2013 errichtet. Am 12. April 2014 wurde die Radrennbahn im Beisein des britischen Thronfolgers William und seiner Frau Kate, die die offiziellen Titel von Duke und Duchess of Cambridge tragen, eröffnet. Namenssponsor für die ersten zehn Jahre war der neuseeländische Fahrradhersteller Avanti. Nachdem diese Zeit ausgelaufen war, erhielt das Gebäude den Namen Grassroots Trust Velodrome.
Die Radrennbahn entspricht UCI-Standard mit einer Länge von 250 Metern Länge und besteht aus Sibirischer Fichte. Geplant wurde sie von dem Münsteraner Bahnarchitekten Ralph Schürmann. Auf den Tribünen finden 1500 Zuschauer Platz; die Kapazität kann im Bedarfsfall auf 4000 Sitze erhöht werden.
Der gesamte Gebäudekomplex überspannt eine Fläche von 10.000 Quadratmetern und beherbergt neben der Radrennbahn selbst Fitness- und Konferenzräume, ein Fahrradgeschäft sowie ein Café. Zudem gibt es den Gallagher Bike Skills Park, auf der Fahrradfahrer ihre Geschicklichkeit trainieren können. Das Avantidrome liegt am 70 Kilometer langen Te Awa Cycleway von Ngāruawāhia nach Horahora.
Als erste internationale Veranstaltung wurde im Avantidrome im Dezember 2015 der zweite Lauf des Bahnrad-Weltcups 2015/16 ausgetragen. 2018 und 2024 fanden dort die Ozeanien-Meisterschaften im Bahnradsport statt. Im März 2024 wurde das Velodrom erstes Satellitenzentrum des Centre Mondial du Cyclisme in Ozeanien.